# Aeropuerto Internacional Al Abraq
El Aeropuerto Internacional Al Abraq o el Aeropuerto Internacional Al Bayda es un aeropuerto que da servicio a la ciudad de Al Bayda, en el este de Libia. El aeropuerto está a 16 kilómetros al este de Al Bayda y a 12 kilómetros al sur de la costa mediterránea de Libia.

## Aerolíneas y destinos
| Aerolíneas        | Destinos                                                |
| ----------------- | ------------------------------------------------------- |
| Afriqiyah Airways | Alejandría, Amán, Estambul, La Valeta, Monastir y Túnez |
| Libyan Airlines   | Alejandría, Estambul, Trípoli, Túnez y Yeda             |